# Остановочный пункт 2603 км
Остановочный пункт 2603 км (каз. Аялдау стансасы 2603 км) — населённый пункт в Кызылжарском районе Северо-Казахстанской области Казахстана. Входит в состав Петерфельдского сельского округа. Код КАТО — 595057700.

## Население
В 1999 году население села составляло 37 человек (22 мужчины и 15 женщин). По данным переписи 2009 года, в селе проживало 33 человека (16 мужчин и 17 женщин).